# Melanagromyza disparilis
Melanagromyza disparilis este o specie de muște din genul Melanagromyza, familia Agromyzidae, descrisă de Spencer în anul 1973.
Este endemică în Venezuela. Conform Catalogue of Life specia Melanagromyza disparilis nu are subspecii cunoscute.